# Campanula afra
Campanula afra är en klockväxtart som beskrevs av Antonio José Cavanilles. Campanula afra ingår i släktet blåklockor, och familjen klockväxter.

## Underarter
Arten delas in i följande underarter:
- C. a. afra
- C. a. hypocrateriformis